# 坎波斯弗迪斯
坎波斯弗迪斯是巴西戈亚斯州的一个市镇。总面积441.702平方公里，总人口1707人，人口密度3.9人/平方公里。